# عصويات (فصيلة)
العصويات هي عائلة من البكتيريا موجبة غرام عصوية الشكل غير ذاتية التغذية والتي قد تنتج أبواغ داخلية.